# James Mallinson
James Mallinson, 5e baronnet de Walthamstow (né le 22 avril 1970) est un indianiste, écrivain et traducteur britannique, reconnu comme expert mondial de l'histoire du hatha yoga médiéval.

## Carrière académique
Mallinson enseigne le yoga et le sanskrit au SOAS, de l'Université de Londres. Il a également travaillé comme traducteur principal pour les New York University Press. Il a réalisé des traductions et des éditions de textes sanskrits sur le yoga, la poésie ou des contes épiques. Il a rédigé de nombreux chapitres de livres et articles sur l'histoire du yoga, en particulier les premiers développements précoces du Hatha Yoga, sujet pour lequel il est reconnu comme le plus grand expert mondial. En 2014, il a reçu une bourse Consolidator du Conseil européen de la recherche d'une valeur de 1,85 million d'euros pour un projet de recherche sur cinq ans sur l'histoire du hatha yoga. En 2018, il a ouvre le Center of Yoga Studies à l'Université de Londres.

## Ouvrages
Avec Mark Singleton (en), David Gordon White (en), Joseph Alter (en) ou Elizabeth de Michelis (en), il a formé le Modern Yoga Research Group, un groupe informel de chercheurs qui travaillent à rédiger et à vulgariser l'histoire du yoga.

### Les Racines du Yoga

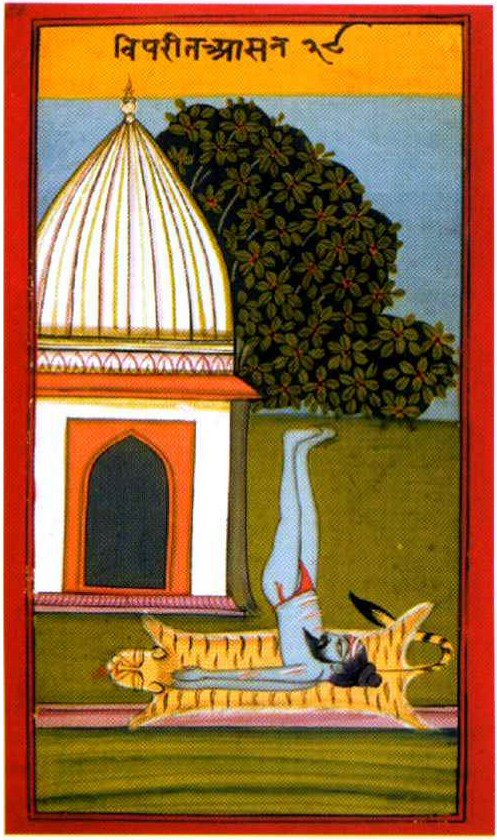
Roots of Yoga relate avec des traductions de nombreuses sources auparavant inaccessibles les origines des pratiques de Hatha Yoga telles que Viparita Karani.

L'un des livres de James Mallinson, Roots of Yoga, avec Mark Singleton (en) comme coéditeur, est accessible au grand public ainsi qu'aux universitaires. Il contient une sélection de textes sur le yoga de l'Antiquité au XIXe siècle. Ce livre a reçu une bonne critique de la part d'indianistes reconnus tels que Alexis Sanderson (en). Il a été traduit en français et publié en mars 2020.

### Autres publications (sélection)
- The Amritasiddhi and Amṛtasiddhimüla, Institut Français de Pondichéry. Co-auteur Péter-Dániel Szanto, 2022[8].
- Śāktism and Haṭhayoga, In: Goddess Traditions in Tantric Hinduism: History, Practice and Doctrine, édité par Bjarne_Wernicke-Olesen, Londres, Routledge, 2016. p. 109–140, [lire en ligne (page consultée le 18/01/2023)].
- "The Yogīs' Latest Trick". Review article in Tantric Studies, 2014[9]
- The Khecarīvidyā of Ādinātha: a critical edition and annotated translation of an early text of haṭhayoga, Éd. Routledge, 2007.  (ISBN 978-0-415-39115-3)

### Documentaire radiophonique
- The secret History of Yoga, producteur Mukti Jain Campion, BBC radio 4, juin 2016[10],[5]